# Ophisma bilineata
Ophisma bilineata là một loài bướm đêm trong họ Erebidae.